# Bryan Henning
Bryan Henning (Berlino, 16 marzo 1995) è un calciatore tedesco, centrocampista dell'Osnabrück.